# Lathicerus cimex
Lathicerus cimex är en insektsart som beskrevs av Henri Saussure 1888. Lathicerus cimex ingår i släktet Lathicerus och familjen Lathiceridae. Inga underarter finns listade i Catalogue of Life.